# Trogloraptor
Trogloraptor је род великих паукова пронађених у пећинама југозападног Орегона. То је једини род у монотипској породици Trogloraptoridae и укључује само једну врсту, Trogloraptor marchingtoni. Ови пауци су претежно жуто-браон боје са максималним распоном ногу од 7,6 центиметара. Изванредне су по томе што имају канџе налик на куку на задњим сегментима својих ногу.
Trogloraptor припада једној од само три нове породице паука описане од 1990. Специфично име је у част пећинског биолога аматера и заменика шерифа Нила Маркингтона.

## Откриће
Паукове су први сакупили 2010. Гео Гренинг, Нил Маркингтон, Рон Дејвис и Данијел Снајдер, заштитари пећина из Western Cave Conservancy. Њих је 2012. описао истраживачки тим који чине арахнолози Чарлс Гризволд, Трејси Аудизио и Џоел Ледфорд са Калифорнијске академије наука. Мушки холотип је пронађен из пећине М2 у близини Грантс Паса, Орегон, 29. јула 2010. Женски холотип је пронађен из пећине у округу Џозефин, Орегон, 16. септембра 2010.
Главни истраживач Грисволд је тврдио да би Trogloraptor могао да објасни легенде о огромним пећинским пауцима у том подручју. Ово откриће је такође значајно јер су од 1990. године описане само две нове породице паука. Амерички арахнолог Норман Платник је прокоментарисао да је то било „...фасцинантно за арахнологе као што је откриће новог диносауруса палеонтолозима“.

## Таксономија
Trogloraptor обухвата само једну врсту, Trogloraptor marchingtoni, и једини је род у монотипској породици Trogloraptoridae. Првобитно је сугерисано да је Trogloraptor примитиван члан надпородице паука са шест очију Dysderoidea. Међутим, Trogloraptor показује неколико јединствених карактеристика, укључујући примитивне респираторне системе, које оправдавају његово додељивање у посебну породицу. Породица се вероватно одвојила од других паукова пре око 130 милиона година, што би је учинило још једним значајним реликтним таксоном из Северне Америке. Студија из 2014. заснована на рибозомалној ДНК открила је да је Trogloraptor испао изван Dysderoidea и закључила да не треба да буде укључен у ову кладу.
Конкретно име је у част Нила Маркингтона. Генеричко име Trogloraptor значи „пећински пљачкаш“, у односу на станиште паука и кукасте грабљивице.

## Распрострањеност
Додатни живи примерци пронађени 2010. и 2011. из Орегона пронађени су дубоко у пећинама. Осим једног малолетног примерка пронађеног из остатака старих шума секвоје у северозападној Калифорнији, ниједан није пронађен изван пећина. Овај примерак има другачије ознаке од T. marchingtoni и може представљати нову неописану врсту.
Породица Trogloraptoridae је можда имала ширу распрострањеност с обзиром на то да су шуме секвоје обухватале далеко веће подручје у Северној Америци током плиоцена (око 5 милиона година ). Друге врсте могу и даље бити присутне у другим пећинама.

## Опис
Одрасли Trogloraptor има шест очију и дужину тела од око 7 до 10 мм код мужјака и 8 до 10 мм код женки. Са испруженим ногама, паук може достићи и до 7,6 цм у дужину.
Цело тело је жуто-браон, осим тамно смеђе ознаке у облику слова В на цефалотораксу, наранџасто-браон Chelicerae и љубичасто-браон стомака (Opisthosoma) са низом бледих светлих chevron ознака. Карапакс цефалоторакса је крушколиког облика са грудном кости у облику срца. Трбух је овалан и ретко прекривен ситним чекињама (setae). Мужјаци имају увећане пириформне педипалпе.
Пауци су јединствени по флексибилним и назубљеним канџама налик на куке на последњим сегментима (тарсус) њихових ногу. Ове издужене канџе подсећају на паукове из породице Gradungulidae из Аустралије и Новог Зеланда, али су две породице само у даљим сродницима. Кукасте тарзалне канџе су такође у мањој мери присутне у неповезаним родовима Doryonychus из Tetragnathidae,  Hetrogriffus из Thomisidae и Celaenia из Araneidae.

## Екологија
Trogloraptor плету једноставне мреже са само неколико нити, окачене са кровова пећина. Грисволд изјавио је да канџе могу имати значајну функцију у хватању плена. Слично Нелсоновом пећинском пауку са Новог Зеланда ((Spelungula cavernicola) Trogloraptor вероватно виси наопачке са својих мрежа, грабећи канџама летеће инсекте који пролазе. Међутим, њихов тачан плен остаје непознат. Ухваћени живи примерци узгајани су у лабораторијским условима под контролом климе у настојању да то сазнају. Овим примерцима су понуђени мољци , цврчции други пауци као храна; али су они одбијени и примерци су умрли од глади после две недеље. Ово може указивати на склоност према врло специфичном плену.
Као и већина паука, Trogloraptor поседује отровне жлезде. Међутим, није познато да је отров штетан за људе. Сами пауци су веома стидљиви и неагресивни. Они одмах беже од илуминације.